# Natportieren (tv-serie)
 For alternative betydninger, se Natportieren. (Se også artikler, som begynder med Natportieren)
Natportieren (engelsk titel The Night Manager) er en engelsk dramaserie instrueret af Susanne Bier, som først udkom i februar 2016.

## Medvirkende
- Tom Hiddleston som Jonathan Pine
- Hugh Laurie som Richard "Dicky" Onslow Roper
- Olivia Colman som Angela Burr
- Tom Hollander som Major Lance "Corky" Corkoran
- Elizabeth Debicki som Jemima "Jed" Marshall
- Alistair Petrie som Alexander "Sandy" Langbourne, the Lord Langbourne
- Natasha Little som Caroline "Caro" Langbourne, the Lady Langbourne
- Douglas Hodge som Rex Mayhew
- David Harewood som Joel Steadman
- Tobias Menzies som Geoffrey Dromgoole
- Antonio de la Torre som Juan Apostol
- Adeel Akhtar som Rob Singhal
- Michael Nardone som Frisky
- Hovik Keuchkerian som Tabby